# The Dolphin's Cry
"The Dolphin's Cry" is een nummer van de Amerikaanse band Live. Het nummer verscheen op hun album The Distance to Here uit 1999. Op 21 augustus van dat jaar werd het nummer uitgebracht als de eerste single van het album.

## Achtergrond
"The Dolphin's Cry" is geschreven door zanger Ed Kowalczyk en co-geproduceerd door Talking Heads-toetsenist Jerry Harrison. Het nummer werd een kleine hit in de Verenigde Staten, met een 78e plaats in de Billboard Hot 100, maar bereikte in de Mainstream Rock Chart de tweede plaats. Daarnaast werd het in Canaa een nummer 1-hit in de rocklijsten. Ook in een aantal Europese landen werd het een hit, met onder anderen een 62e plaats in het Verenigd Koninkrijk; de laatste hit van de band in het land. In Nederland kwam het tot de dertiende plaats in de Top 40 en de tiende plaats in de Mega Top 100, terwijl het in Vlaanderen de zevende plaats in de Ultratop 50 behaalde.
In de videoclip van "The Dolphin's Cry", geregisseerd door Martin Weisz, speelt de band het nummer in een steeg, terwijl zij worden overspoeld door steeds hogere golven. Andere mensen in de steeg raken steeds meer in paniek bij de groter wordende golven. Aan het eind van de clip slaat de grootste golf de band omver, maar zij staan weer op en gaan verder met spelen. Het nummer is gebruikt in de film Urban Legends: Final Cut uit 2000 en in een aflevering van The Sopranos.

## Hitnoteringen

### Nederlandse Top 40
| Hitnotering: 02-10-1999 t/m 22-01-2000 | Hitnotering: 02-10-1999 t/m 22-01-2000 | Hitnotering: 02-10-1999 t/m 22-01-2000 | Hitnotering: 02-10-1999 t/m 22-01-2000 | Hitnotering: 02-10-1999 t/m 22-01-2000 | Hitnotering: 02-10-1999 t/m 22-01-2000 | Hitnotering: 02-10-1999 t/m 22-01-2000 | Hitnotering: 02-10-1999 t/m 22-01-2000 | Hitnotering: 02-10-1999 t/m 22-01-2000 | Hitnotering: 02-10-1999 t/m 22-01-2000 | Hitnotering: 02-10-1999 t/m 22-01-2000 | Hitnotering: 02-10-1999 t/m 22-01-2000 | Hitnotering: 02-10-1999 t/m 22-01-2000 | Hitnotering: 02-10-1999 t/m 22-01-2000 | Hitnotering: 02-10-1999 t/m 22-01-2000 | Hitnotering: 02-10-1999 t/m 22-01-2000 | Hitnotering: 02-10-1999 t/m 22-01-2000 | Hitnotering: 02-10-1999 t/m 22-01-2000 |
| Week                                   | 1                                      | 2                                      | 3                                      | 4                                      | 5                                      | 6                                      | 7                                      | 8                                      | 9                                      | 10                                     | 11                                     | 12                                     | 13                                     | 14                                     | 15                                     | 16                                     |                                        |
| -------------------------------------- | -------------------------------------- | -------------------------------------- | -------------------------------------- | -------------------------------------- | -------------------------------------- | -------------------------------------- | -------------------------------------- | -------------------------------------- | -------------------------------------- | -------------------------------------- | -------------------------------------- | -------------------------------------- | -------------------------------------- | -------------------------------------- | -------------------------------------- | -------------------------------------- | -------------------------------------- |
| Positie                                | 33                                     | 19                                     | 19                                     | 16                                     | 13                                     | 16                                     | 19                                     | 16                                     | 23                                     | 21                                     | 19                                     | 22                                     | 24                                     | 31                                     | 33                                     | 36                                     | uit                                    |

### Mega Top 100
| Hitnotering: 18-09-1999 t/m 05-02-2000 | Hitnotering: 18-09-1999 t/m 05-02-2000 | Hitnotering: 18-09-1999 t/m 05-02-2000 | Hitnotering: 18-09-1999 t/m 05-02-2000 | Hitnotering: 18-09-1999 t/m 05-02-2000 | Hitnotering: 18-09-1999 t/m 05-02-2000 | Hitnotering: 18-09-1999 t/m 05-02-2000 | Hitnotering: 18-09-1999 t/m 05-02-2000 | Hitnotering: 18-09-1999 t/m 05-02-2000 | Hitnotering: 18-09-1999 t/m 05-02-2000 | Hitnotering: 18-09-1999 t/m 05-02-2000 | Hitnotering: 18-09-1999 t/m 05-02-2000 | Hitnotering: 18-09-1999 t/m 05-02-2000 | Hitnotering: 18-09-1999 t/m 05-02-2000 | Hitnotering: 18-09-1999 t/m 05-02-2000 | Hitnotering: 18-09-1999 t/m 05-02-2000 | Hitnotering: 18-09-1999 t/m 05-02-2000 | Hitnotering: 18-09-1999 t/m 05-02-2000 | Hitnotering: 18-09-1999 t/m 05-02-2000 | Hitnotering: 18-09-1999 t/m 05-02-2000 | Hitnotering: 18-09-1999 t/m 05-02-2000 | Hitnotering: 18-09-1999 t/m 05-02-2000 |
| Week                                   | 1                                      | 2                                      | 3                                      | 4                                      | 5                                      | 6                                      | 7                                      | 8                                      | 9                                      | 10                                     | 11                                     | 12                                     | 13                                     | 14                                     | 15                                     | 16                                     | 17                                     | 18                                     | 19                                     | 20                                     |                                        |
| -------------------------------------- | -------------------------------------- | -------------------------------------- | -------------------------------------- | -------------------------------------- | -------------------------------------- | -------------------------------------- | -------------------------------------- | -------------------------------------- | -------------------------------------- | -------------------------------------- | -------------------------------------- | -------------------------------------- | -------------------------------------- | -------------------------------------- | -------------------------------------- | -------------------------------------- | -------------------------------------- | -------------------------------------- | -------------------------------------- | -------------------------------------- | -------------------------------------- |
| Positie                                | 67                                     | 40                                     | 23                                     | 20                                     | 18                                     | 14                                     | 12                                     | 10                                     | 15                                     | 18                                     | 21                                     | 26                                     | 26                                     | 28                                     | 37                                     | 41                                     | 45                                     | 53                                     | 61                                     | 82                                     | uit                                    |

### NPO Radio 2 Top 2000
| Nummer met noteringen in de NPO Radio 2 Top 2000 | '14  | '15  | '16  | '17  | '18  | '19  | '20  | '21  | '22  | '23  | '24  |
| ------------------------------------------------ | ---- | ---- | ---- | ---- | ---- | ---- | ---- | ---- | ---- | ---- | ---- |
| The Dolphin's Cry                                | 1088 | 1175 | 1262 | 1010 | 1071 | 1151 | 1075 | 1034 | 1197 | 1422 | 1419 |

1. ↑  Een vetgedrukt getal geeft de hoogste notering aan.
2. ↑  2014 was het eerste jaar met een notering voor dit nummer.